# Big Sean
Шон Мајкл Ленард Андерсон (Санта Моника, 25. март 1988), познатији као Биг Шон (енгл. Big Sean), амерички је репер и кантаутор. Заједно са Канјем Вестом је 2007. потписао уговор за продукцијску кућу GOOD Music, 2008. за Def Jam Recordings и 2014. за Roc Nation.
Након што је објавио неколико микстејпова, Шон је 2011. године издао свој први студијски албум, Finally Famous, који је достигао на треће место америчке рекордне листе Билборд 200 и сертификован је платинастом наградом од стране Америчког удружења дискографских кућа. Други студијски албум, Hall of Fame, објавио је 2013, и достигао је на треће место листе Билборд хот 200, те је сертификован златном наградом. Шонови следећи албуми, Dark Sky Paradise (2015) и I Decided (2017), достигли су на прво место листе Билборд хот 200 и сертификовани су платинастом наградом.